# Прачівська сільська рада
Прачі́вська сільська́ ра́да — адміністративно-територіальна одиниця та орган місцевого самоврядування в Борзнянському районі Чернігівської області. Адміністративний центр — село Прачі.

## Загальні відомості
- Територія ради: 54,87 км²
- Населення ради: 927 осіб (станом на 2001 рік)

Прачівська сільська рада зареєстрована 1919 року. Стала однією з 26-ти сільських рад Борзнянського району і одна з 16-ти, яка складається більше, ніж з одного населеного пункту.

## Населені пункти
Сільській раді підпорядковані населені пункти:
- с. Прачі (642 особи)
- с. Адамівка (285 осіб)

## Освіта
На території сільради діє Прачівська ЗОШ І-ІІІ ст.

## Склад ради
Рада складається з 14 депутатів та голови.
- Голова ради: Довгаль Ольга Михайлівна
- Секретар ради: Лісова Наталія Миколаївна

### Керівний склад попередніх скликань
| Прізвище, ім'я, по батькові | Основні відомості                                                               | Дата обрання | Дата звільнення |
| --------------------------- | ------------------------------------------------------------------------------- | ------------ | --------------- |
| Довгаль Ольга Михайлівна    | Сільський голова, 1959 року народження, освіта середня спеціальна, позапартійна | 26.03.2006   | 31.10.2010      |
| Довгаль Ольга Михайлівна    | Сільський голова, 1959 року народження, освіта середня спеціальна, позапартійна | 31.10.2010   |                 |

Примітка: таблиця складена за даними сайту Верховної Ради України

### Депутати
За результатами місцевих виборів 2010 року депутатами ради стали:

#### За суб'єктами висування
| Суб'єкт висування                                       | Кількість обраних депутатів | %    |
| ------------------------------------------------------- | --------------------------- | ---- |
| Політична партія Всеукраїнське об'єднання «Батьківщина» | 5                           | 35,7 |
| Народна партія                                          | 4                           | 28,6 |
| Партія регіонів                                         | 2                           | 14,3 |
| Політична партія «Сильна Україна»                       | 2                           | 14,3 |
| Соціалістична партія України                            | 1                           | 7,1  |

#### За округами
| № округу                                                | Прізвище, ім'я, по батькові   | Дата визнання обраним | Освіта  | Партійна приналежність                        | Відомості про обраного депутата                            |
| ------------------------------------------------------- | ----------------------------- | --------------------- | ------- | --------------------------------------------- | ---------------------------------------------------------- |
| Народна Партія                                          |                               |                       |         |                                               |                                                            |
| 3                                                       | Павлова Тамара Володимирівна  | 01.11.2010            | середня | позапартійна                                  | сільська рада, касир                                       |
| 7                                                       | Дорошенко Надія Василівна     | 01.11.2010            | вища    | позапартійна                                  | комунальне підприємство(КП), директор                      |
| 8                                                       | Іллюшко Лідія Петрівна        | 01.11.2010            | вища    | позапартійна                                  | фельдшерсько-акушерський пункт, завідувачка                |
| 13                                                      | Осипенко Світлана Миколаївна  | 01.11.2010            | середня | позапартійна                                  | УСЗН, соцробітник                                          |
| Партія регіонів                                         |                               |                       |         |                                               |                                                            |
| 5                                                       | Деркач Володимир Михайлович   | 01.11.2010            | середня | член Партії регіонів                          | Борзнянське автотранспортне підприємство «Діліжанс», водій |
| 11                                                      | Гаман Тетяна Іванівна         | 01.11.2010            | вища    | член Партії регіонів                          | Адамівський фельшерсько-акушерський пункт, завідувачка     |
| Політична партія Всеукраїнське об'єднання «Батьківщина» |                               |                       |         |                                               |                                                            |
| 1                                                       | Кравченко Ольга Анатолівна    | 01.11.2010            | вища    | член Всеукраїнського об'єднання «Батьківщина» | ПП Красавченко, пП                                         |
| 4                                                       | Міщенко Олександр Миколайович | 01.11.2010            | вища    | член Всеукраїнського об'єднання «Батьківщина» | ТОВ «Агрікор Холдінг», охоронець                           |
| 9                                                       | Мідько Анатолій Миколайович   | 01.11.2010            | вища    | член Всеукраїнського об'єднання «Батьківщина» | загальноосвітня школа, вчитель                             |
| 10                                                      | Войтех Наталія Іванівна       | 01.11.2010            | середня | член Всеукраїнського об'єднання «Батьківщина» | загальноосвітня школа, техпрацівник                        |
| 12                                                      | Удовик Людмила Василівна      | 01.11.2010            | середня | член Всеукраїнського об'єднання «Батьківщина» | загальноосвітня школа, кухар                               |
| Політична партія «Сильна Україна»                       |                               |                       |         |                                               |                                                            |
| 6                                                       | Дубовик Ганна Олександрівна   | 01.11.2010            | вища    | член Політичної партії «Сильна Україна»       | приватне підприємство                                      |
| 14                                                      | Лісова Наталія Миколаївна     | 01.11.2010            | вища    | член Політичної партії «Сильна Україна»       | сільська рада, секретар                                    |
| Соціалістична партія України                            |                               |                       |         |                                               |                                                            |
| 2                                                       | Кириченко Володимир Павлович  | 01.11.2010            | вища    | член Соціалістичної партії України            | пенсіонер                                                  |